# Dürnstein in der Steiermark
Dürnstein in der Steiermark là một đô thị thuộc huyện Murau thuộc bang Steiermark, nước Áo. Đô thị Dürnstein in der Steiermark có diện tích 14,21 km², dân số thời điểm cuối năm 2005 là 333 người.